# Epizoanthus beerenislandicus
Epizoanthus beerenislandicus är en korallart som beskrevs av Oscar Henrik Carlgren 1913. Epizoanthus beerenislandicus ingår i släktet Epizoanthus och familjen Epizoanthidae.
Artens utbredningsområde är Norra Ishavet. Inga underarter finns listade i Catalogue of Life.